# Jacobo Cortines
Jacobo Cortines Torres (Lebrija, 1946) es un poeta, ensayista, traductor, editor, académico y profesor universitario español.
Jacobo Cortines estudió Filosofía y Letras en la Universidad de Sevilla, de la que ha sido Profesor de Literatura Española. Ha dado cursos y conferencias en otras Universidades de España y del extranjero, como las  de Nueva York,  Puerto Rico, Berlín, Colonia, Aquisgrán, Florencia, Pisa, Siena, Palermo, etc.
Entre sus publicaciones destacan el Índice Bibliográfico de Bética, Sevilla, 1971; Escritos sobre Fernando Villalón, Sevilla, 1982; Poemas Escogidos de Felipe Cortines Murube (1908-1961), Los Palacios, 1983; las traducciones de Petrarca: Triunfos, Madrid, 1983, y el Cancionero, Madrid, 1989; el estudio y edición del Don Juan de Mozart, Sevilla, 1992; el estudio y selección de textos sobre Itálica famosa; Aproximación a una imagen literaria, Sevilla, 1995; la adaptación musical en español de El Barbero de Sevilla, Sevilla, 1997; la selección de ensayos y artículos bajo el título de Separatas de Literatura, Arte y Música, Valencia, 2000; el libro de memorias Este sol de la infancia (1946-1956), Valencia, 2002; reeditado con el título La edad ligera, que incluye la segunda parte En la puerta del cielo, Sevilla,2022; la edición (en colaboración con J. Lamillar) de la Obra selecta I, II y III de Joaquín Romero Murube, Sevilla, 2004; el ensayo Burlas y veras de Don Juan, Sevilla, 2007; la edición de De la Independencia. Los franceses en Lebrija y otros escritos, de Felipe Cortines Murube, Lebrija, 2008;  Nuevas Separatas de Literatura, Arte y Música, Sevilla, 2012;  en colaboración con A. G. Troyano José Gómez Ortega, Joselito. El toreo mismo, Sevilla, 2012; la edición de Julia Uceda: La mirada interior, Sevilla, 2017; la edición póstuma en homenaje a quien fuera su mujer Nombre entre nardos. Cecilia Romero de Solís (1950-1918), 2020;   la edición de Elio Antonio de Lebrixa: Variedad de su obra, Lebrija, 2022, y Los acordes de Orfeo. Ensayos sobre mitos operísticos, Prólogo de José Luis Téllez,  Madrid Fórcola Ediciones, 2024.   
Como poeta, es autor de Primera entrega, Sevilla,1978; Pasión y paisaje, Barcelona, 1983 ; Carta de junio y  otros poemas, Granada, 1994; Carta de junio y nuevos poemas, Sevilla, 2002; Consolaciones, Sevilla, 2004, libro por el que obtuvo en 2005 el Premio de la Crítica, Nombre entre nombres, Sevilla, 2014, Pasión y paisaje. Poesía reunida (1974-2016), Sevilla, 2016, En el mejor silencio (Poemas amorosos, 1994-2021), Sevilla, 2021, Nel migliore silenzio, Poesie d'amore (1994-2020), prologo di Ignacio F. Garmendia, traduzione di Carlotta Orlandi, Roma, Ensemble, 2021, y Días y trabajos, Sevilla, 2021. Por el conjunto de su obra poética ha recibido el Premio Internazionale Fondazione Roma, 2015.
Ha escrito textos sobre pintores como Juan Suárez, Carmen Laffón, Ramón Gaya  Gerardo Delgado, Ignacio Tovar, Enzo Cucchi, Teresa Duclós, Manuel A. Benítez Reyes y Pepe Cortines. Desde 1992 ejerce como crítico musical en la revista Scherzo, y colabora también en Excelentia. 
Ha sido director del grupo de investigación Teoría de la Literatura y de las Artes escénicas, vinculado a la Universidad de Sevilla y Presidente Ejecutivo de la Comisión Nacional para el Centenario de Luis Cernuda (1902-2002), de quien editó las Actas del I Congreso Internacional sobre el poeta, Sevilla, 1990, e Historial de una vida, Sevilla, 2003. Dirige la colección de poesía “Vandalia” en la Fundación José Manuel Lara.
Fue  fundador y director de la revista Separata, Literatura, Arte y Pensamiento, de 1978-1981, cuyo archivo (cuadros, dibujos, artículos, biblioteca, cartas, etc.) fue donado al  Centro Andaluz de Arte Contemporáneo. El archivo está digitalizado y puede consultarse en la red. 
En 1996 ingresó en la Real Academia Sevillana de Buenas Letras. 